# Turbinidae

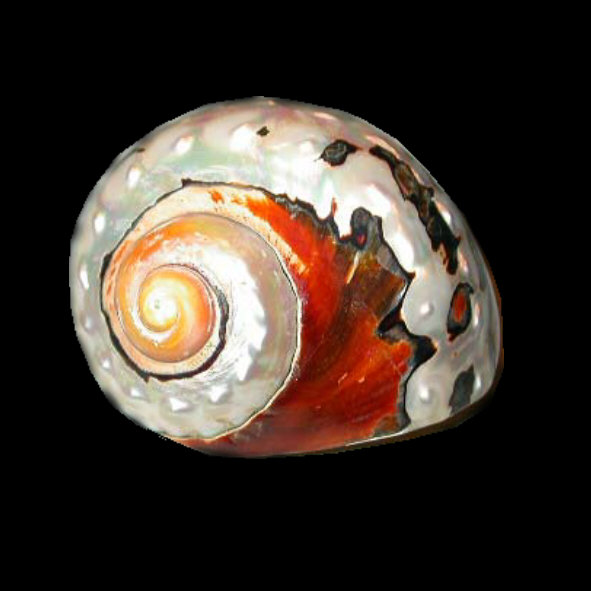
Turbo sarmaticus

Turbinidae (tulbanden of tulbandschelpen) is een familie van slakken (weekdieren), die voorkomen in alle warme wateren in de Grote Oceaan en de Indische Oceaan voornamelijk op koraalriffen (sublitoraal) (Indo- Pacifische provincie).

## Genera en soorten
- Familie: Turbinidae
  - Geslacht: Arene (H. & A. Adams, 1854)
  - Geslacht: Astralium (Link, 1807)
  - Geslacht: Cyclostrema (Marryat, 1818)
  - Geslacht: Didianema (Woodring, 1928)
  - Geslacht: Eulithidium (Pilsbry, 1898)
  - Geslacht: Gabrielona (Iredale, 1917)
  - Geslacht: Homalopoma (Carpenter, 1864)
  - Geslacht: Liotia (G. B. Sowerby I, 1834)
  - Geslacht: Lithopoma (Gray, 1850)
  - Geslacht: Macrarene (Hertlein & Strong, 1951)
  - Geslacht: Megastraea (J. H. McLean, 1970)
  - Geslacht: Moelleria (Jeffreys, 1865)
  - Geslacht: Spiromoelleria (Baxter & J. H. McLean, 1984)
  - Geslacht: Turbo (Linnaeus, 1758)
- Onderfamilie: Acremodontinae
  - Geslacht: Acremodonta (Marshall, 1983)
- Onderfamilie: Angariinae
  - Geslacht: Angaria (Roeding, 1798)
- Onderfamilie: Astraeinae (Davies, 1933)
  - Geslacht: Astraea (Röding, 1798)
  - Geslacht: Bolma (Risso, 1826)
  - Geslacht: Cookia (Lesson, 1832)
  - Geslacht: Guildfordia (Gray, 1850)
  - Geslacht: Pomaulax (Gray, 1850)
- Onderfamilie: Homalopomatinae
  - Geslacht: Cirsochilus (Cossmann, 1888)
  - Geslacht: Leptocollonia (Powell, 1951)
  - Geslacht: Leptothyra (Pease, 1869)
  - Geslacht: Panocochlea (Dall, 1908)
- Onderfamilie: Liotiinae
  - Geslacht: Cinysca (Kilburn, 1970)
  - Geslacht: Ilaira (H. & A. Adams, 1854)
  - Geslacht: Liotina (Fischer, 1885)
- Onderfamilie: Turbininae
  - Geslacht: Prisogaster (Moerch, 1850)

## Taxonomie volgens WoRMS

### Onderfamilies
- Prisogasterinae Hickman & McLean, 1990
- Turbininae Rafinesque, 1815

### Geslachten
- Phanerolepida Dall, 1907
- Tropidomarga Powell, 1951

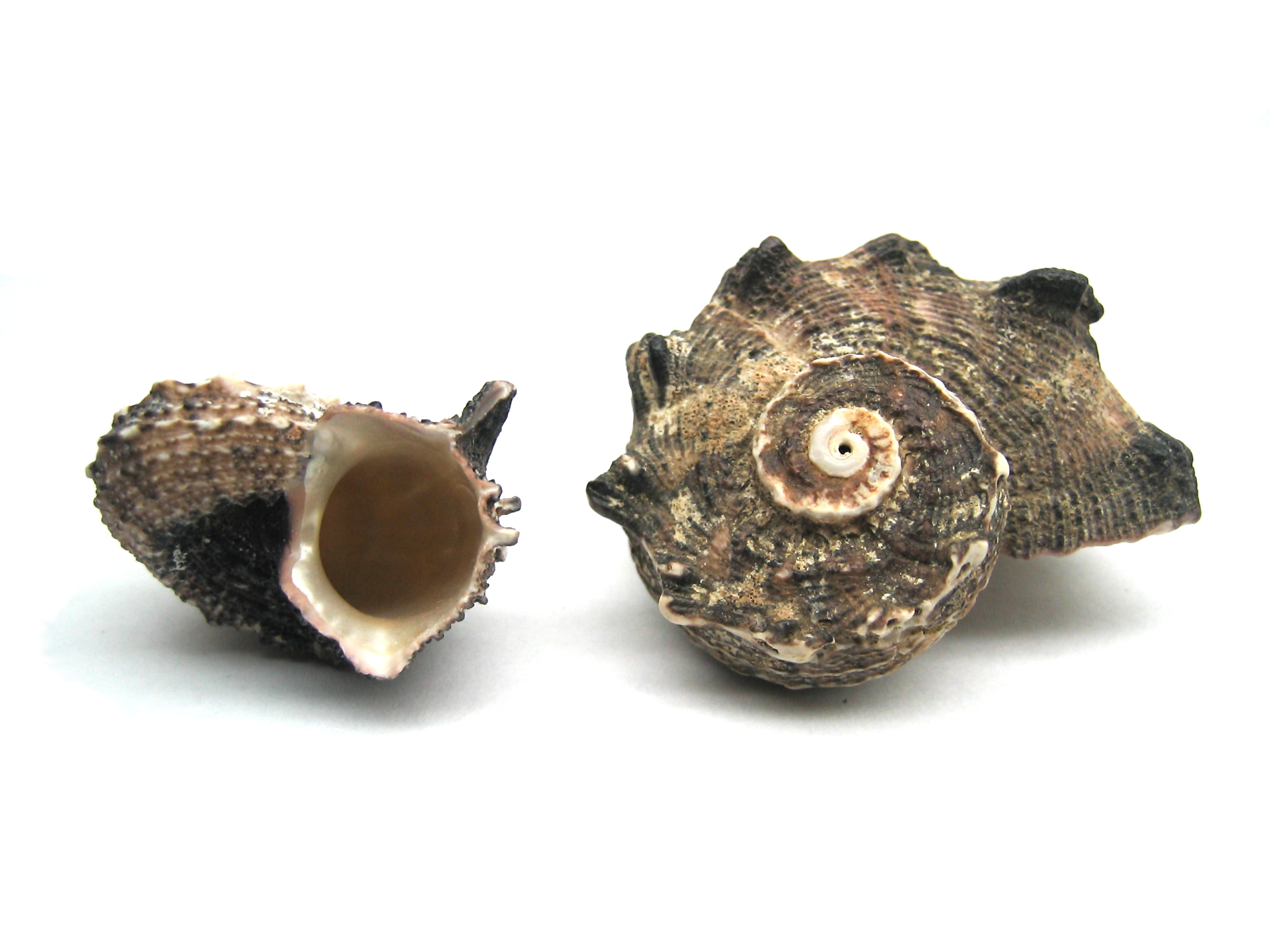
Angaria delphinus
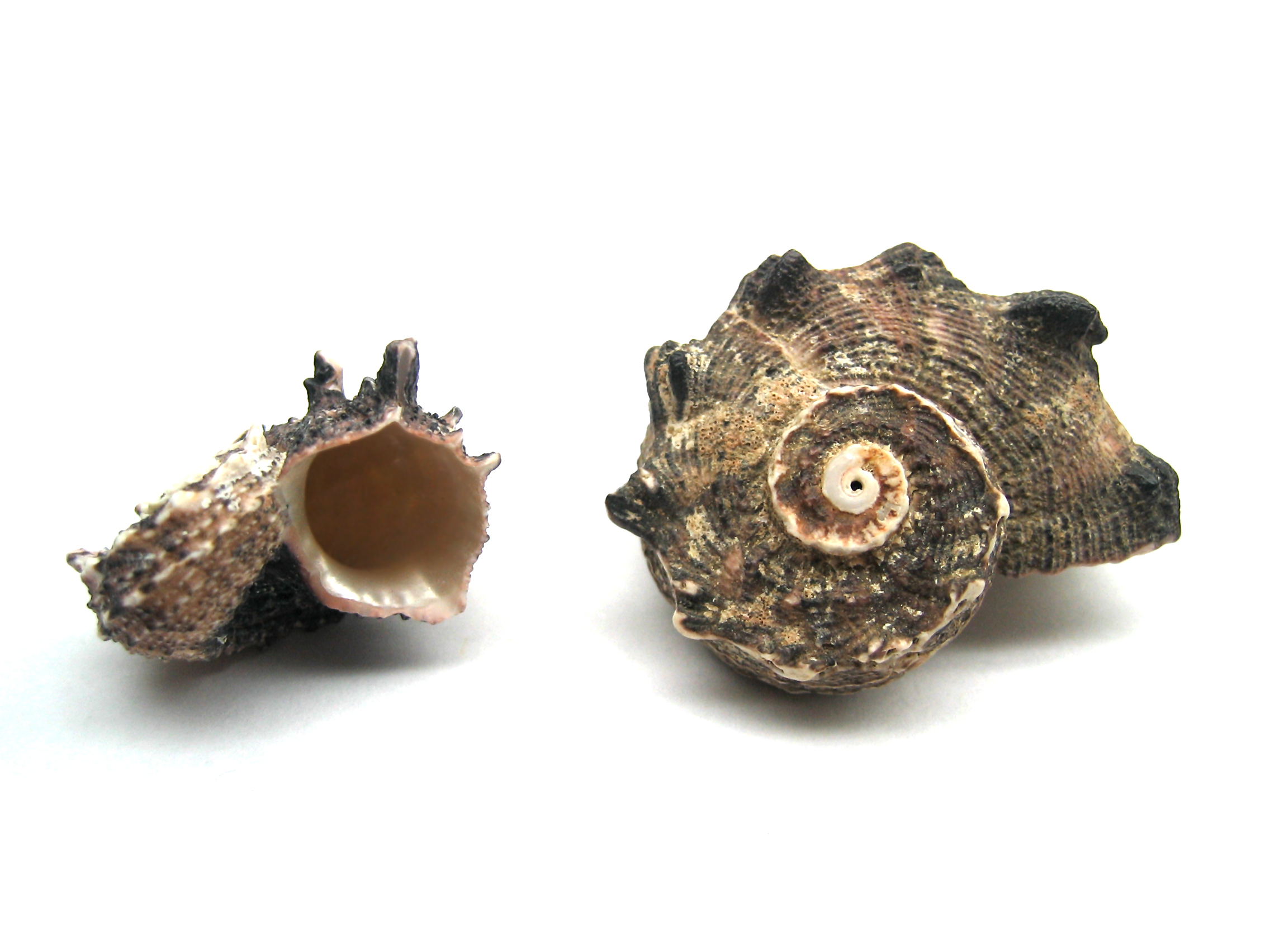
Angaria delphinus
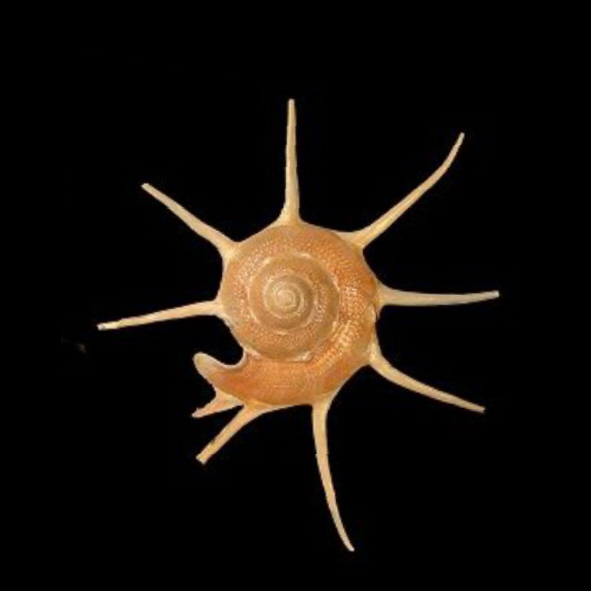
Guildfordia yoka
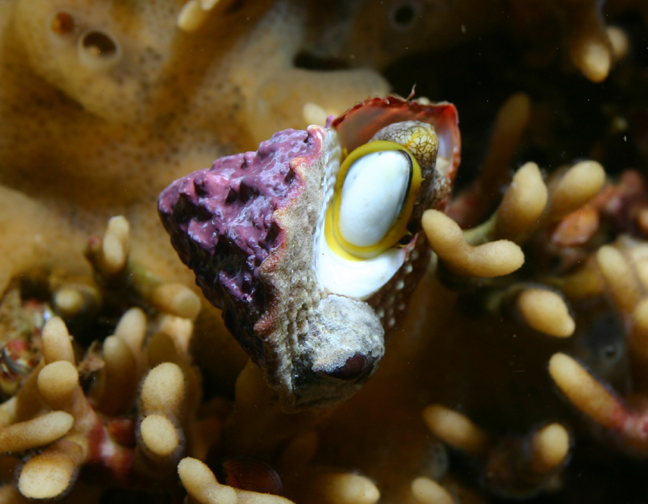
Lithopoma gibberosa
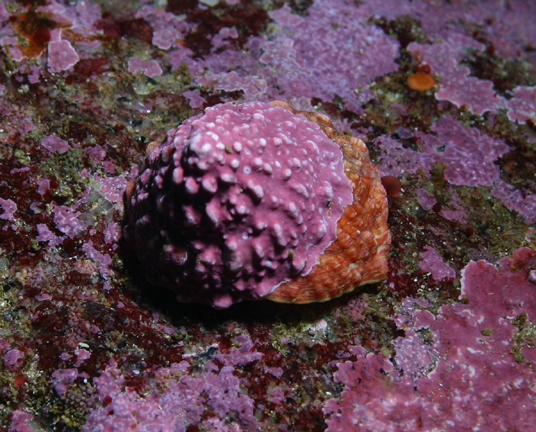
Lithopoma gibberosa
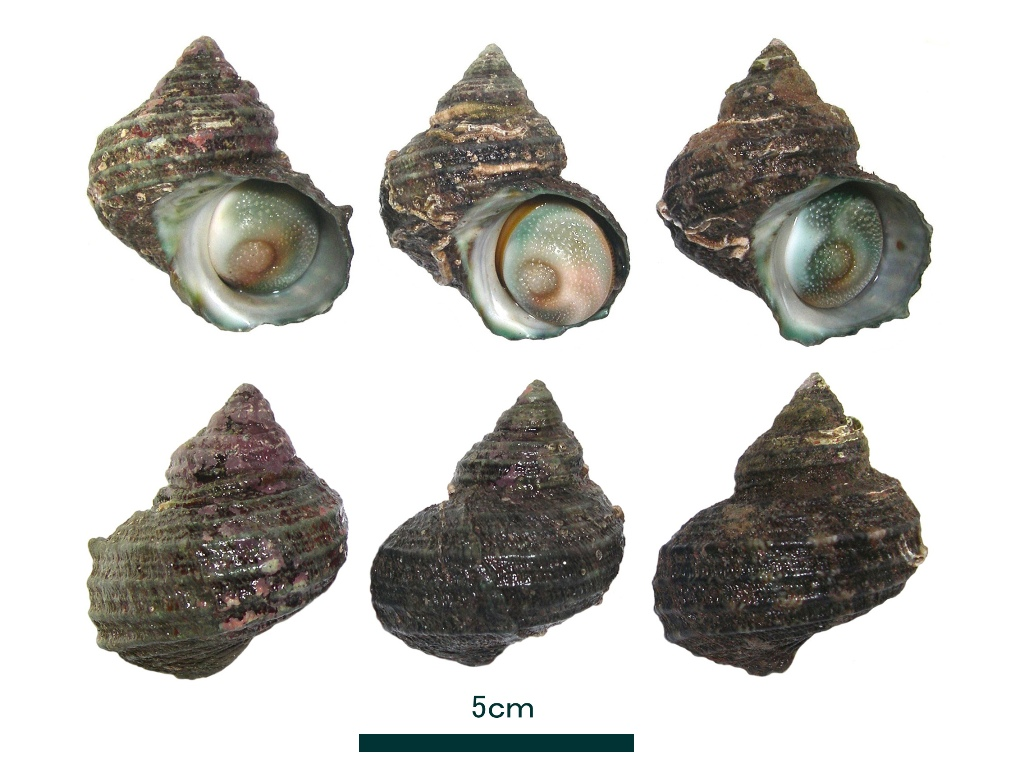
Turbo chinensis
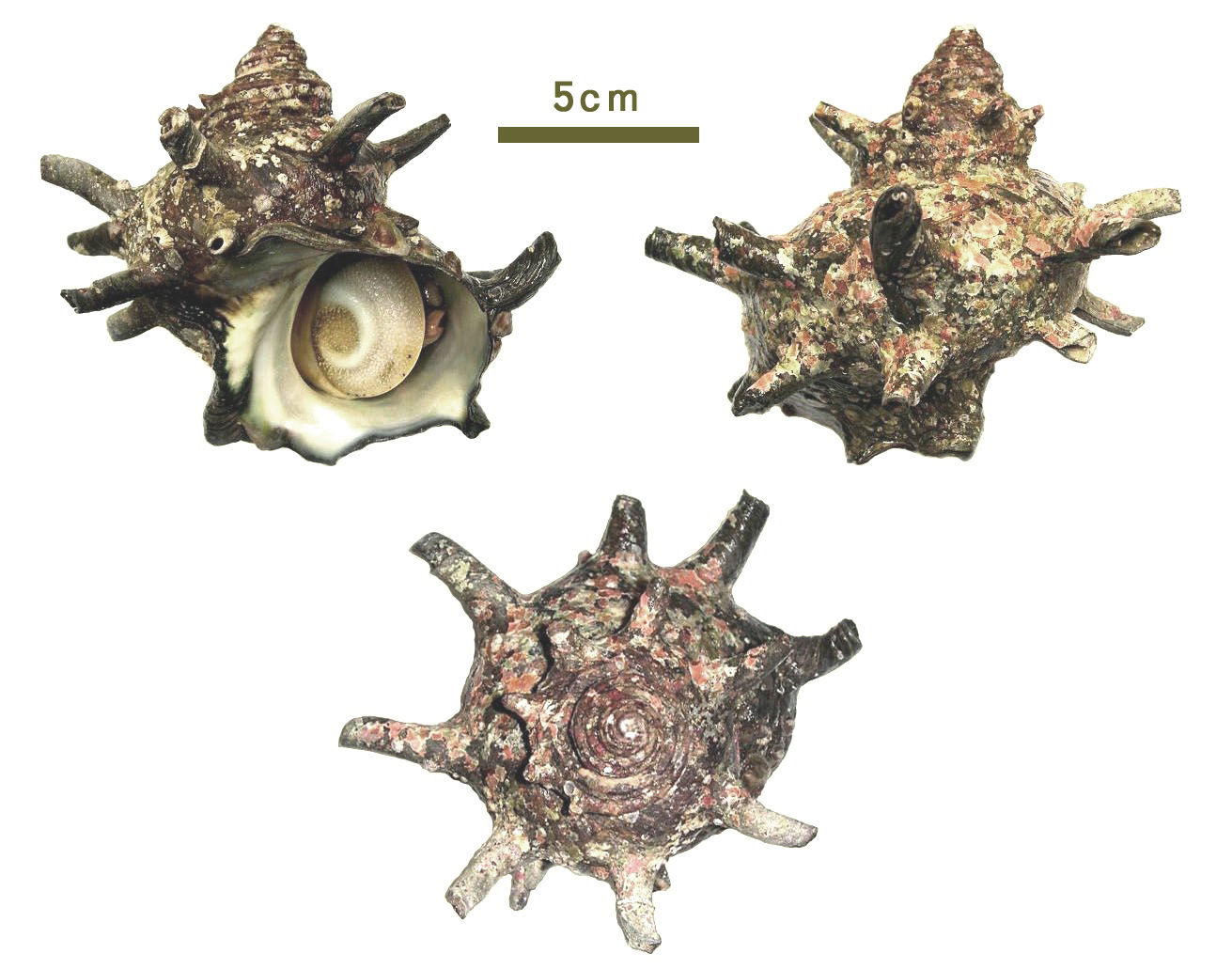
Turbo cornutus